# Tres Hombres (Album)
Tres Hombres (spanisch für „drei Männer“) ist das dritte Studioalbum der amerikanischen Bluesrock-Band ZZ Top. Es erreichte Platz 8 der Billboard 200 und war damit der kommerzielle Durchbruch der Band. Das Musikmagazin Rolling Stone führt es auf Platz 490 seiner Liste der 500 besten Alben aller Zeiten. Bislang verkaufte sich das Album über 5 Millionen Mal.

## Entstehung des Albums und Inhalte
Die Aufnahmen fanden in den Brians Studios in Tyler, Texas und in den Ardent Studios in Memphis, Tennessee statt. Nach Meinung von Billy Gibbons überwand die Band mit dem Songwriting die musikalischen Grenzen, die sie sich mit den vorhergehenden Alben auferlegt hatten. Gibbons’ Solospiel hatte sich ebenfalls weiterentwickelt: "Ich begann, mit Obertönen zu arbeiten. Meine Soli waren damals ziemlich schnell gespielt. Lustigerweise achtete ich später mehr darauf, langsamer zu spielen, um die Artikulation präziser hervorzuheben. Aber wenn ich mir die Songs heute anhöre, finde ich, dass sie einwandfrei ausgeführt sind. Nichts, dessen man sich schämen müsste." ("That was where I began to use harmonics. My solo playing back then was pretty quick. The funny thing was, I slowed it down later on to make the articulation more apparent and to eliminate any sloppiness. But listening back to these songs, I think the execution was fine. I don’t think it’s anything to be ashamed of.”)
Das Gitarrenriff zur Singleauskopplung „La Grange“ entstand auf einem älteren Stratocaster-Modell der Firma Fender, dessen Sound nach Meinung von Gibbons gut zur Stimmung des Liedes passte. Das Lied handelt von einem Bordell und der Südstaatentradition, dass Väter ihre Söhne an der Schwelle zum Erwachsensein in ein Bordell mitnahmen, damit sie ihre erste sexuelle Erfahrung machen konnten. Die letzte Textzeile des Liedes ist von Buddy Hollys Stück „Peggy Sue Got Married“ inspiriert. Der Titel des Liedes geht auf La Grange zurück, der Hauptstadt des Fayette County in Texas. Die ersten zwei Stücke des Albums „Waitin' for the Bus“ und „Jesus Just Left Chicago“ wurden zwar zu verschiedenen Zeitpunkten geschrieben, die allerdings relativ nah beieinander lagen. Der Toningenieur machte daraus versehentlich ein Lied, sodass diese beiden Titel wie ein zusammenhängendes Musikstück klangen.
1985 wurde das Album für die CD-Version neu bearbeitet, seit 2006 sind aber auch die Originalaufnahmen in einer remasterten Version auf CD erhältlich.

## Titelliste
1. Waitin' for the Bus (Gibbons/Hill) – 2:59
2. Jesus Just Left Chicago (Gibbons/Hill/Beard) – 3:30
3. Beer Drinkers and Hell Raisers (Gibbons/Hill/Beard) – 3:23
4. Master of Sparks (Gibbons) – 3:33
5. Hot, Blue and Righteous (Gibbons) – 3:14
6. Move Me on Down the Line (Gibbons/Hill) – 2:32
7. Precious and Grace (Gibbons/Hill/Beard) – 3:09
8. La Grange (Gibbons/Hill/Beard) – 3:52
9. Shiek (Gibbons/Hill) – 4:05
10. Have You Heard? (Gibbons/Hill) – 3:15

## Remastered Edition Bonustracks
1. Waitin' for the Bus (live) – 2:42
2. Jesus Just Left Chicago (live) – 4:03
3. La Grange (live) – 4:44

## Rezeption
Das Rolling Stone merkte in einem zeitgenössischen Review an, dass das Album ein Schritt zurück zu den Wurzeln der Band im „Weißen Blues“ sei. Die Aufnahmen wären mit wenig Echo versehen und damit nahe am Live-Sound der Band; die Drei-Akkord-Technik erinnere an musikalische Vorbilder wie Canned Heat. Stephen Thomas Erlewine von Allmusic bezeichnet das Album in seinem Review als „driving blues-rock album from a Texas bar band“ (dt.: „treibendes Bluesrock-Album einer texanischen Bar-Band“) mit einem dreckigen Groove und einem ansteckenden Feeling.